# Пемфіг звичайний черешковий
Пемфіг звичайний черешковий (Pemphigus bursarius) — вид напівтвердокрилих комах родини справжніх попелиць (Aphididae).

## Поширення
Вид поширений у Європі, Північній Африці, Західній та Середній Азії. Завезений до Нової Зеландії.

## Опис
Комаха завдовжки 2,5—3 мм. Тіло сірувато-зеленого кольору. Голова й очі чорні. Вуса й ноги сіруваті. Вусики мають 6 члеників.

## Спосіб життя
Вид живе на тополях. Упродовж 2—3 днів після вилуплення личинка прогризає в поверхні черешка листка ямку. Поступово ямка заростає і утворюється закритий мішечок грушоподібної форми, у якому живе личинка.